# Elektrobank
Elektrobank è un singolo del duo di musica elettronica britannico The Chemical Brothers, pubblicato nel 1997 ed estratto dal loro secondo album in studio Dig Your Own Hole.

## Tracce
- CD 1 (Europa)

1. Elektrobank – 8:01
2. Not Another Drugstore (featuring Justin Warfield) – 5:33
3. Don't Stop the Rock (Electronic Battle Weapon Version) – 7:15

- CD 2 (Europa)

1. Elektrobank (Radio Edit) – 3:56
2. Elektrobank (Dust Brothers Remix) – 3:55
3. These Beats Are Made for Breakin' – 2:48

- CD (USA)

1. Elektrobank – 8:01
2. Not Another Drugstore – 5:33
3. Elektrobank (The Dust Brothers Remix) – 3:55
4. Don't Stop the Rock (Electronic Battle Weapon Version) – 7:15
5. These Beats Are Made for Breakin' – 2:48
6. Elektrobank (Radio Edit) – 3:56

## Video
Il videoclip è stato diretto dal regista Spike Jonze e vede la partecipazione della futura moglie Sofia Coppola nel ruolo di una ginnasta.

## Classifiche
| Classifiche (1997) | Posizione massima |
| ------------------ | ----------------- |
| Regno Unito        | 17                |